# Hadrijanov zid
Hadrijanov zid je naziv za 120 kilometara dug starorimski zid koji je dijelio Britanski otok napola. Gradio se deset godina, od 122. – 132. god., za vladavine cara Hadrijana, a štitio je rimsku Englesku od napadaja barbara Pikta sa sjevera iz Albe (staro galsko ime za Škotsku). Dugo je označavao sjevernu granicu Rimskog Carstva, a kasnije je imao i gospodarsku ulogu kao jamac stabilnosti i prosperiteta južno od zida, u rimskoj provinciji Britaniji.
Zid se protezao preko 117 km od Solway Firtha na zapadu do Tynea na istoku. Uz njegove obrambene kule i utvrde nikli su mnogi gradovi kao što su Pons Aelius (Newcastle) i Maglona (Carlisle). Izgrađen je isključivo od kamenih blokova debljine od 2,4 do 3 m i visine od 3,6 do 4,8 m. Imao je 14 utvrda i preko 80 tornjeva, i to na ključnim mjestima, u kojima su se nalazile vojne ispostave i osmatračnice (kako bi mogli upozoriti vojsku na eventualni napad sa sjevera) te jarak 10 metara sjeverno od zida i vojnu cestu cijelom dužinom zida s južne strane.
Iako se često smatra granicom između Škotske i Engleske, što jednim dijelom i jest, stvarna granica je većinom malo sjevernije od ovog zida. Antoninov zid, izgrađen sjevernije, preuzeo je obrambenu ulogu, ali je nakon pobune kaledonskih plemena napušten i Hadrijanov zid je ponovno postao sjevernom granicom Carstva. Pikti su u tri navrata, 197., 296. i 367. god., prešli zid. Zbog toga je popravljen i povećan za vladavine cara Septimija Severa 209. god. Napušten je 383. god. s povlačenjem rimske uprave, što su iskoristili lokalni stanovnici i upotrijebili njegovo kamenje za izgradnju svojih farmi, crkava i dr. (Poslijerimska Britanija).
Još uvijek postoji i pored njega se nalazi tzv. Hadrijanov put (bivša vojna cesta) koji služi posjetiteljima za obilazak zidina. God. 1987., upisan je na UNESCO-ov popis mjesta svjetske baštine u Europi, a dodatkom granica Limes Germanicus (2005.) i Antoninovog zida (2008.) čini zaštićeni spomenik "Granice Rimskog Carstva". UNESCO ga je opisao kao "najvažniji rimski spomenik u Britaniji".

## Galerija
- Ostaci utvrde Nick (Steel Rigg)
- Ostaci utvrde Housesteads
- Ostaci tornja kod Leahilla
- Sycamore Gap (tzv. "Drvo Robina Hooda")

## Vanjske poveznice
- UNESCOv opis spomenika "Rimske granice"
- iRomans  Arhivirana inačica izvorne stranice od 17. prosinca 2009. (Wayback Machine) Interaktivna stranica s poglavljem o Hadrijanovom zidu (engl.)